# 光明少年
《光明少年》是由光明日报社主办的一本少年儿童杂志。创刊于2022年6月，前身为《新天地》。